# Tony Bellew
Anthony Bellew, detto Tony (Liverpool, 30 novembre 1982), è un ex pugile e attore britannico. Ha combattuto professionalmente dal 2007 al 2018.

## Carriera
Nel 2013 ha affrontato Adonis Stevenson per la cintura WBC dei pesi mediomassimi, è stato sconfitto per KO.
Ha vinto la cintura WBC dei pesi massimi leggeri il 29 maggio 2016 contro Ilunga Makambu. Dopo due vittorie per KO ai danni di David Haye affronta l'indiscusso campione dei pesi massimi leggeri Oleksandr Usyk, il 10 novembre 2018. Viene sconfitto per KO all'ottavo round.
Si ritira poco dopo l'incontro con Usyk, all'età di 36 anni.

## Vita Personale
Ha recitato come attore nel film Creed, della saga di Rocky. Dopo il ritiro ha ottenuto un ruolo come conduttore tecnico televisivo per DAZN boxing.

## Filmografia parziale
- Creed - Nato per combattere, regia di Ryan Coogler (2015)
- Creed II, regia di Steven Caple Jr. (2018) - cameo
- Creed III, regia di Michael B. Jordan (2023)